# Герб Чернівецького району (Вінницька область)
Герб Чернівецького району — офіційний символ колишнього Чернівецького району, затверджений 26 жовтня 2007 р. рішенням сесії Чернівецької районної ради.

## Опис
На золотому полі лазуровий вилоподібний хрест, на верхній частині чорний мурований міст, на другій - червоний лапчастий хрест, на третій - червоний трипільський горщик.